# Усатенко, Владимир Иванович
Усатенко владимир Иванович (род.  21 января 1949, город Красноград Харьковской области) — украинский деятель, главный энергетик Красноградской опытной станции научно-производственного объединения по кукурузе «Днепр». Народный депутат Украины 1-го созыва. 

## Биография
Родился в семье рабочего.
В 1965-1966 годах — ученик электрика Красноградского дорожно-эксплуатационного участка № 24 Харьковской области. В 1966-1968 годах — электромонтер, старший электромонтер Красноградских районных электросетей Харьковской области.
В 1968-1970 годах — служба в Советской армии.
В 1970-1974 годах — работник Красноградских районных электросетей Харьковской области.
В 1974-1978 годах — инженер, старший инженер, начальник планового отдела Красноградской станции техобслуживания легковых автомобилей Харьковской области.
Член КПСС с 1977 по 1990 год.
В 1978-1980 годах — инженер по охране труда Красноградского мясокомбината.
В 1980-1990 годах — главный энергетик Красноградской опытной станции научно-производственного объединения по кукурузе «Днепр» Харьковской области.
В 1982 году без отрыва от производства окончил Харьковский институт механизации и электрификации сельского хозяйства, инженер-электрик.
В 1987 году участвовал в ликвидации последствий аварии на Чернобыльской АЭС.
18.03.1990 избран народным депутатом Украины, 2-й тур 55.57% голосов, 3 претендентов. Входил в «Народной рады», фракции «Новая Украина». Председатель подкомиссии по социальным и правовым вопросам Комиссии ВР Украины по вопросам Чернобыльской катастрофы.
С 1994 года — главный консультант Комиссии Верховной Рады Украины по вопросам Чернобыльской катастрофы.
Был членом Партии демократического возрождения Украины (ПДВУ).

## Награды
- орден «За заслуги» ІІІ степени (23.08.2011)